# Lee Joo-heon
Lee Joo-heon (Hangul: 이주헌, sinh ngày 6 tháng 10 năm 1994), thường được biết đến với nghệ danh Jooheon (Hangul: 주헌; Hanja: 周宪 Zhou xian), là một nam rapper, nhà soạn nhạc, nhà sản xuất và biên đạo múa người Hàn Quốc, thành viên nhóm nhạc thần tượng Monsta X do công ty Starship Entertainment thành lập và quản lý.

## Tiểu sử
Jooheon sinh ngày 6 tháng 10, 1994  tại Seoul, Hàn Quốc. Tên khai sinh của anh là Lee Ho-joon (이호준), vào năm học cấp 2, anh đã đổi tên thành Lee Ji-hwan (이지환) và sau đó đổi thành Lee Joo-heon.
Anh từng là thực tập sinh của LOEN Entertainment.
Anh thông thạo tiếng Hàn và tiếng Anh.
Anh là bạn thân của Jackson (GOT7), cả hai đã cùng xuất hiện trong Flower Boy Bromance vào năm 2016.

## Sự nghiệp

### Trước khi ra mắt: Nu Boyz
Jooheon gia nhập dự án ban nhạc NuBoyz của Starship Entertainment cùng với thành viên Wonho, Shownu và thực tập sinh cùng công ty, #Gun vào tháng 8 năm 2014. Nhóm đã đăng tải nhiều mixtape trên kênh Youtube của công ty và biểu diễn tại một buổi hòa nhạc Starship X vào tháng 12 năm 2014.
Nhóm sau đó đã giải tán và tất cả các thành viên trong nhóm sau đó đã tham gia vào chương trình sinh tồn No.Mercy.

### 2015: Ra mắt với Monsta X
Sau khi giành chiến thắng trong chương trình No.Mercy, Jooheon được công bố là một trong 7 thành viên chính thức của Monsta X. Anh ra mắt với nhóm ngày 14 tháng 5 năm 2015 trong mini-album đầu tiên "Trespass". Anh đảm nhận vai trò rap chính và nhảy trong nhóm.

### Tham gia Show Me the Money
Jooheon thử giọng cho mùa giải thứ tư của cuộc thi rap Show Me the Money của Mnet vào mùa hè năm 2015. Anh bị loại ở vòng 3 trong một trận 1 đấu 1. Sau đó, anh được một cơ hội thứ 2 nhưng đã thua cựu thành viên 1PUNCH, One và bị loại một lần nữa